# Rozen Maiden diskografi
Dette er en liste over Rozen Maiden CD'er udgivet i Japan. Sangenes navne kan variere.

## Temasang CD'er

### Kinjirareta Asobi
Kinjirareta Asobi er åbningstema singlen til tv-anime'en Rozen Maiden, af Ali Project. Singlen er gruppens første udgivelse under Mellow Head.

#### Numre
1. Kinjirareta Asobi (禁じられた遊び, Forbidden Game)
2. Atashi ga Alice datta koro (あたしがアリスだった頃, When I Was Alice)
3. Kinjirareta Asobi (禁じられた遊び) "OFF VOCAL"
4. Atashi ga Alice datta koro (あたしがアリスだった頃) "OFF VOCAL"

### Toumei Shelter
Toumei Shelter er sluttema singlen for tv-anime'en Rozen Maiden, af refio + Haruka Shimotsuki.

#### Numre
1. Toumei Shelter (透明シェルター, Transparent Shelter)
2. Hachimitsu (はちみつ, Honey)
3. Monokuro Sekai (モノクロセカイ, Monochrome World)
4. Toumei Shelter (透明シェルター) "Off Vocal"

### Seishoujo Ryouiki
Seishoujo Ryouiki er åbningstema singlen til Rozen Maiden anime'ens anden sæson, Rozen Maiden Träumend, af Ali Project.

#### Numre
1. Seishoujo Ryouiki (聖少女領域, Holy Girls Domain)
2. S-jou no Himeyaka na Kaikon (S嬢の秘めやかな悔恨, A Sadistic Girl's Secret Regrets)
3. Seishoujo Ryouiki (聖少女領域) ~off Vocal~
4. S-jou no Himeyaka na Kaikon (S嬢の秘めやかな悔恨) ~off Vocal~

### Hikari no Rasenritsu
Hikari no Rasenritsu er et mini-album af kukui, en gruppe bestående af Haruka Shimotsuki og refio's myu. Mini-albummet inkludere sluttemaet for anime'en Rozen Maiden Träumend, "Hikari no Rasenritsu", samt en anden sang fra samme anime, "Utsutsu no Yume".

#### Numre
1. Hikari no Rasenritsu (光の螺旋律, Spiraling Melody Of Light)
2. Utsutsu no Yume (現夢, Present Dream)
3. Atem
4. Arcana (アルカナ)
5. Shiro to Aka (白と赤, White and Red)
6. Kamp
7. Hikari no Rasenritsu (光の螺旋律) ~off Vocal~

### Baragoku Otome
Baragoku Otome er åbningstema singlen for Rozen Maiden special anime'en, Rozen Maiden Ouvertüre, af Ali Project. Singlen blev udgivet i begrænset omfang, og kom med en DVD der indeholdt et videoklip med anime'ens åbningsanimation uden rulletekster.

#### Numre
1. Baragoku Otome (薔薇獄乙女, Rose Jail Maiden)
2. Gokuraku Ibarahime (極楽荊姫)
3. Baragoku Otome (薔薇獄乙女) ~instrumental~
4. Gokuraku Ibarahime (極楽荊姫) ~instrumental~

### Leer Lied
Leer Lied er et Rozen Maiden best album af kukui. Den indeholder alle sangene som kukui har lavet for serien, inklusiv sluttemaet for Rozen Maiden Ouvertüre, "Utsusemi no Kage", og fulde versioner af drama billede sangene. To nye sange blev lavet til dette album: "Leer Lied" og "Eden".

#### Numre
1. Utsusemi no Kage (空蝉ノ影, Empty Cicada's Shadow)
2. Kanata kara no Requiem (彼方からの鎮魂歌, Requiem From Afar)
3. Pizzicato Biyori (ピチカート日和, A Fine Pizzicato Day)
4. Midori no Yubi (みどりのゆび, Green Fingers)
5. Hachimitsu (はちみつ, Honey)
6. Toumei Shelter (透明シェルター, Transparent Shelter)
7. Chikakute Tooi Yume (近くて遠いゆめ, The Near Yet Far Dream)
8. Monokuro Sekai (モノクロセカイ, Monochrome World)
9. Utsutsu no Yume (現夢, Present Dream)
10. Leer Lied
11. Eden
12. Hikari no Rasenritsu (光の螺旋律, Spiraling Melody Of Light)

## Hørespil

### Bara no Kaori no Garden Party
Bara no Kaori no Garden Party er Rozen Maiden-seriens webradio show der blev udgivet af Lantis' Web Radio. Showets værter var Miyuki Sawashiro og Asami Sanada der lagde stemme til Shinku og Jun. Det blev originalt sendt i 2005, fra den 13. maj til den 30. septeber, med i alt 17 afsnit. Dele af showet blev senere udgivet på to CD'er, Bara no Kaori no Garden Party CD Special og Memories of Garden Party.

#### Bara no Kaori no Garden Party CD Special
Bara no Kaori no Garden Party CD Special er en CD-indspilning af hørespillet, der fremhæver showets mest mindeværdige øjeblikke. Den indeholder også originale CD-indspilninger. Ekstranumrene, 9 til 15, er korte historier fra afsnit 1 til 7.

##### Numre
1. Short drama: Gin no sara (ショートドラマ・銀の皿)
2. Garden Party start desu (ガーデンパーティースタートです)
3. Ura kikakushitsu (裏企画室)
4. Short drama: Puchi Alice Game (ショートドラマ・プチアリスゲーム)
5. CD-ban: Puchi Alice Game (CD版・プチアリスゲーム)
6. Short drama: Jun no "Mou Ii Kagen ni Shiro!" (ショートドラマ・ジュンの「もういい加減にしろっ!」)
7. CD-ban: Jun no "Mou Ii Kagen ni Shiro!" (CD版・ジュンの「もういい加減にしろっ!」)
8. Ending (エンディング)
9. Watashitachi no radio ga hajimaru wa (私たちのラジオが始まるわ)
10. Ichigo no koucha~! (いちごの紅茶～!)
11. Nitamono doushi? (似たもの同士?)
12. Omae no heya ni wa midori ga tarinai desu! (おまえの部屋には緑が足りないですっ!)
13. Personality wa Suiseiseki desu! (パーソナリティーは翠星石ですっ!)
14. Jitsu wa sugoi koto ka mo shirenai? (実はすごいことかもしれない?)
15. Suiseiseki to Souseiseki (翠星石と蒼星石)

- tracks 9~15: Extra: Web Radio version Short Drama Collection (おまけ～ウェブラジオ版ショートドラマ集～)

#### Memories of Garden Party
Memories of Garden Party er en CD der fuldte med "Collectors Edition" udgaven af den første Rozen Maiden Träumend DVD. CD'en indeholder dele med gæsteoptrædener der var ekskluderede fra Web Radio CD Special. Ekstranumrene er korte historier der ikke var med på den første CD, fra afsnit 8 til 17.

##### Numre
1. Opening (オープニング)
2. Guest: Kō Matsuo (ゲスト～松尾衡)
3. Guest: Sakura Nogawa (ゲスト～野川さくら)
4. Guest: Natsuko Kuwatani (ゲスト～桑谷夏子)
5. Guest: Rika Morinaga (ゲスト～森永理科)
6. Guest: Noriko Rikimaru (ゲスト～力丸乃りこ)
7. Umi no ie Special (海の家スペシャル)
8. Guest: Kyōsei Tsukui (ゲスト～津久井教生)
9. Guest: Rie Tanaka (ゲスト～田中理恵)
10. Guest: Saori Goto & Yumi Shimura (ゲスト～後藤沙緒里＆志村由美)
11. Guest: ALI PROJECT (ゲスト～ALI PROJECT)
12. Guest: kukui (ゲスト～kukui)
13. Guest: PEACH-PIT (ゲスト～PEACH-PIT)
14. Guest: Kō Matsuo & Kumi Ishii (ゲスト～松尾 衡＆石井久美)
15. Ending (エンディング)
16. Nori wa igai to!? (のりは意外と!?)
17. Nori no kimochi, Jun no kimochi. (のりの気持ち、ジュンの気持ち。)
18. Atsui wa... (暑いわ…)
19. Pen name "5-banme no Bara Otome"-san (ペンエーム"5番目の薔薇乙女"さん)
20. ......Honjitsu no guest wa....... (……本日のゲストは……。)
21. Nani yo, nani yo, nani yoo~ (なによ、なによ、なによぉ～)
22. 3-byou rule (3秒ルール)
23. Senkyoku wa muzukashii!? (選曲はむずかしい!?)
24. Tabemono no urami wa... (食べ物の恨みは…)
25. Ima made, arigatou. (いままで、ありがとう。)

- tracks 16~25: Extra: Web Radio version Short Drama Collection (～おまけ　ウェブラジオ版ショートドラマ集～)

### Suigintou no Koyoi mo Ennu~i
Suigintou's "Koyoi mo Ennu~i" ("It's Ennui Again, Tonight~") er Rie Tanaka's hørespil med stemmerne fra Suigintou, Shinku, Jun, Detective Kunkun og Megu Kakizaki. Det består af 2 afsnit.

#### Special CD: Suigintou no Koyoi mo Ennu~i

##### Numre
1. Opening
2. CM (Teikyou – Nyuusankin Suishin Iinkai)
3. "Futsuota" yo...
4. Junk ni Shiteageru
5. CM (Teikyou – Nyuusankin Suishin Iinkai)
6. Watashi no Kuroi Tenshi-sama
7. Ending

#### Suigintou no Koyoi mo Ennu~i

##### Numre
1. Saa, hajimeru wa yo
2. CM time 1
3. Futsuota demo yomou kashira...
4. Suigintou no "Junk ni Shiteageru"
5. CM time 2
6. Watashi no Kuroi Tenshi-sama
7. Kyou no 1-kyoku "Shun"
8. CM time 3
9. Ending
10. Housou kouki